# Liptovské kopy

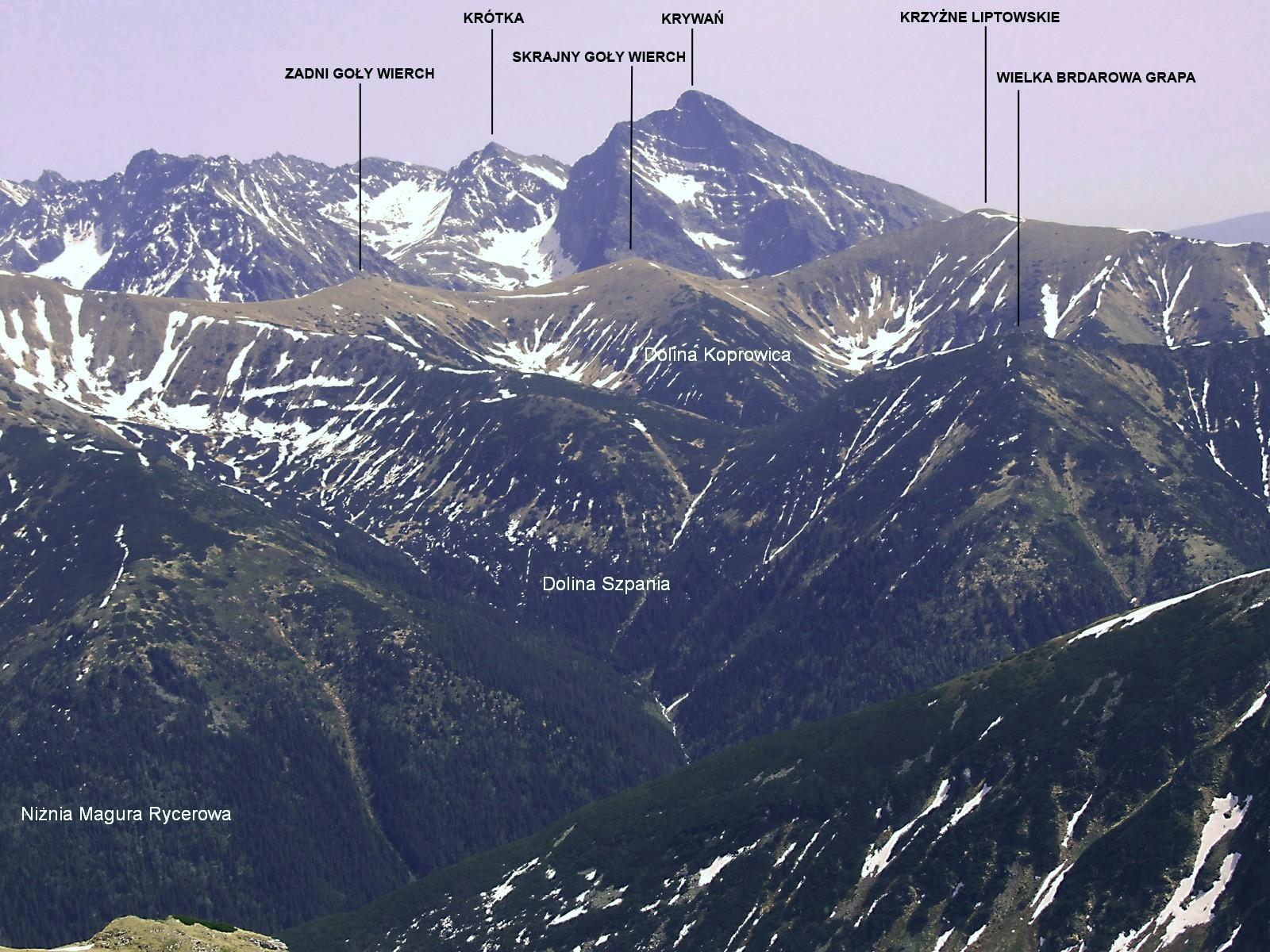
Liptovké kopy proti Kriváni

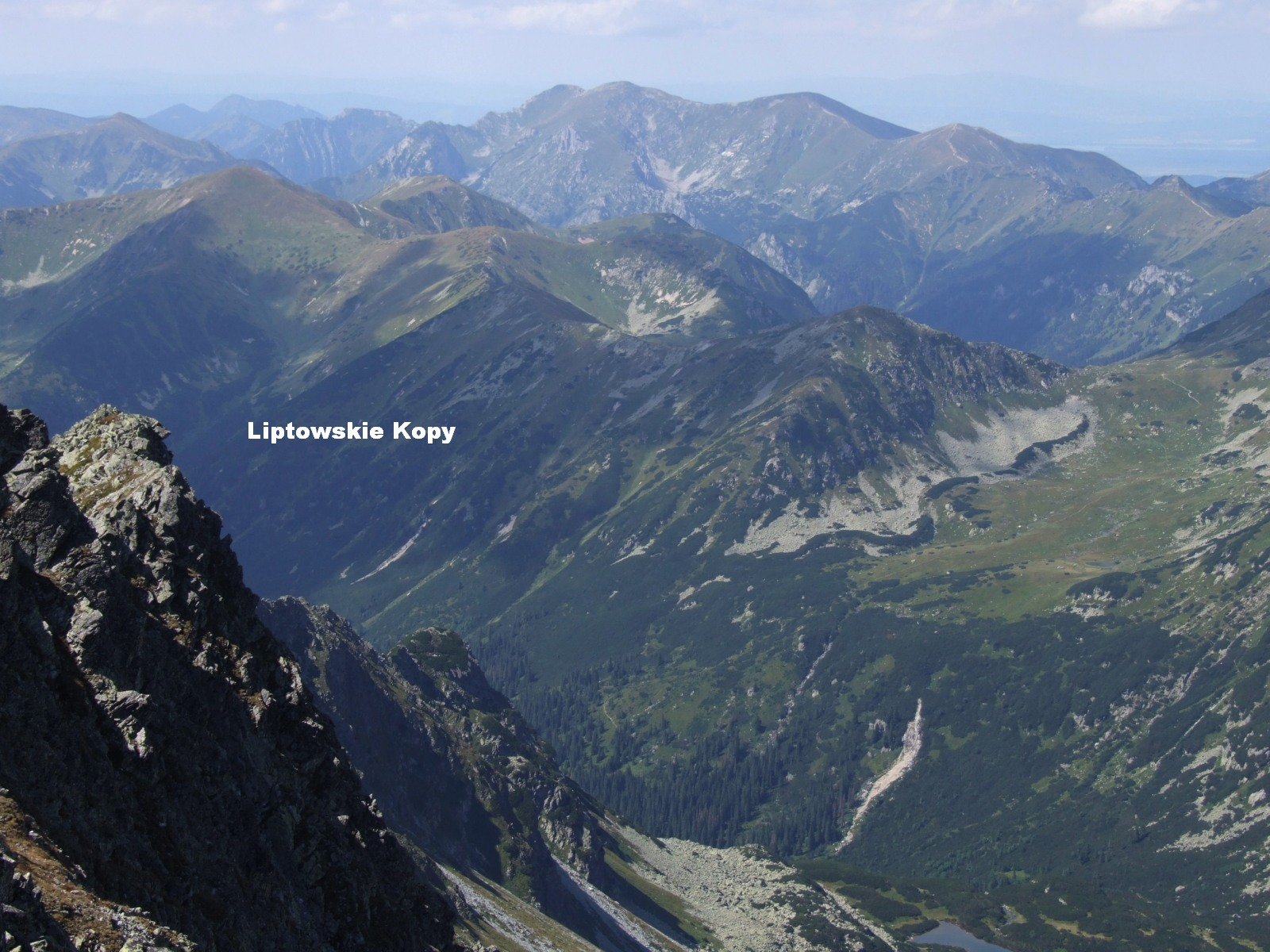
Liptovké kopy, pohled z Kôprovského štítu

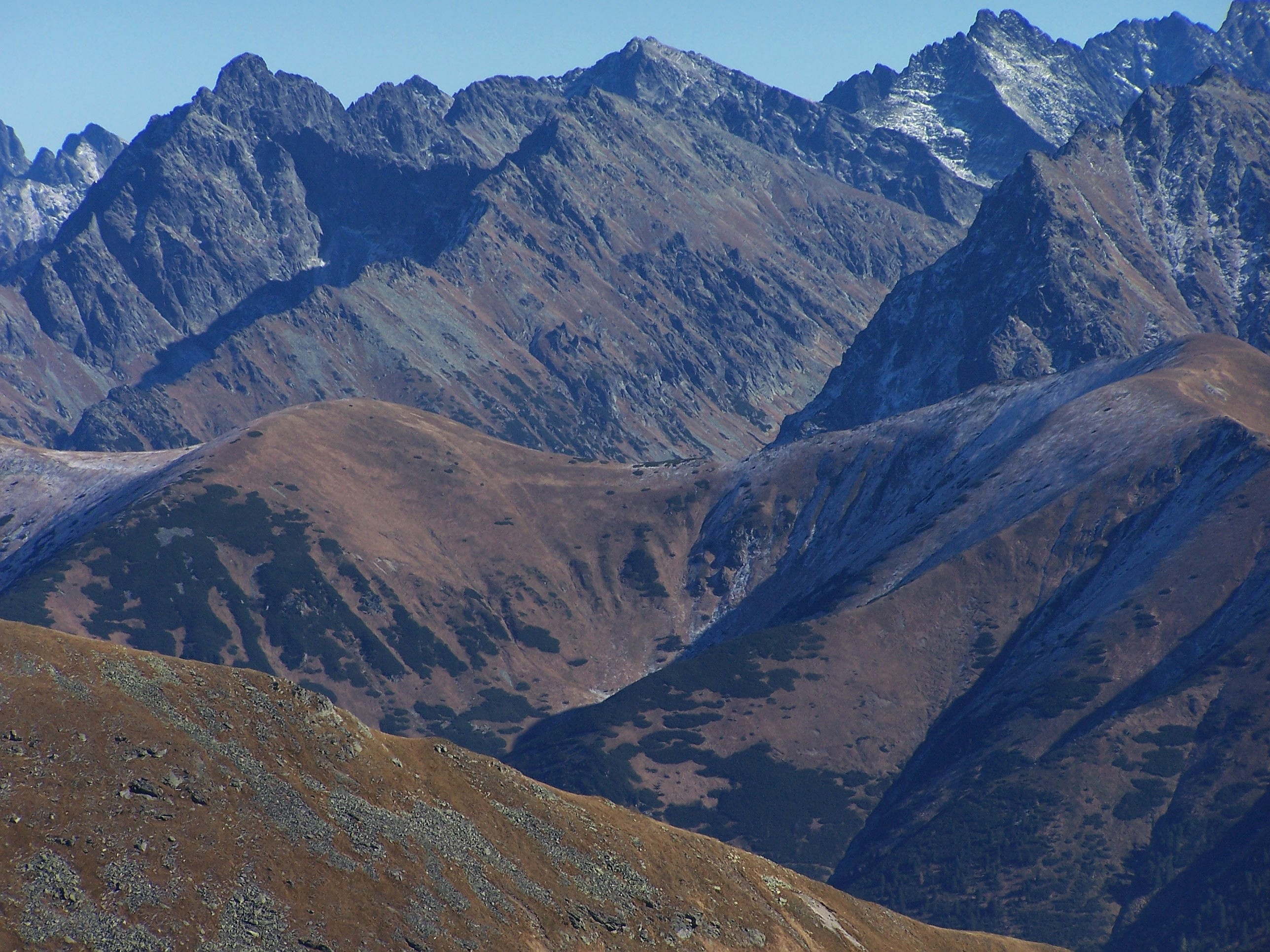
(Krajný Holý vrch a Krížne proti Vysokým Tatrám

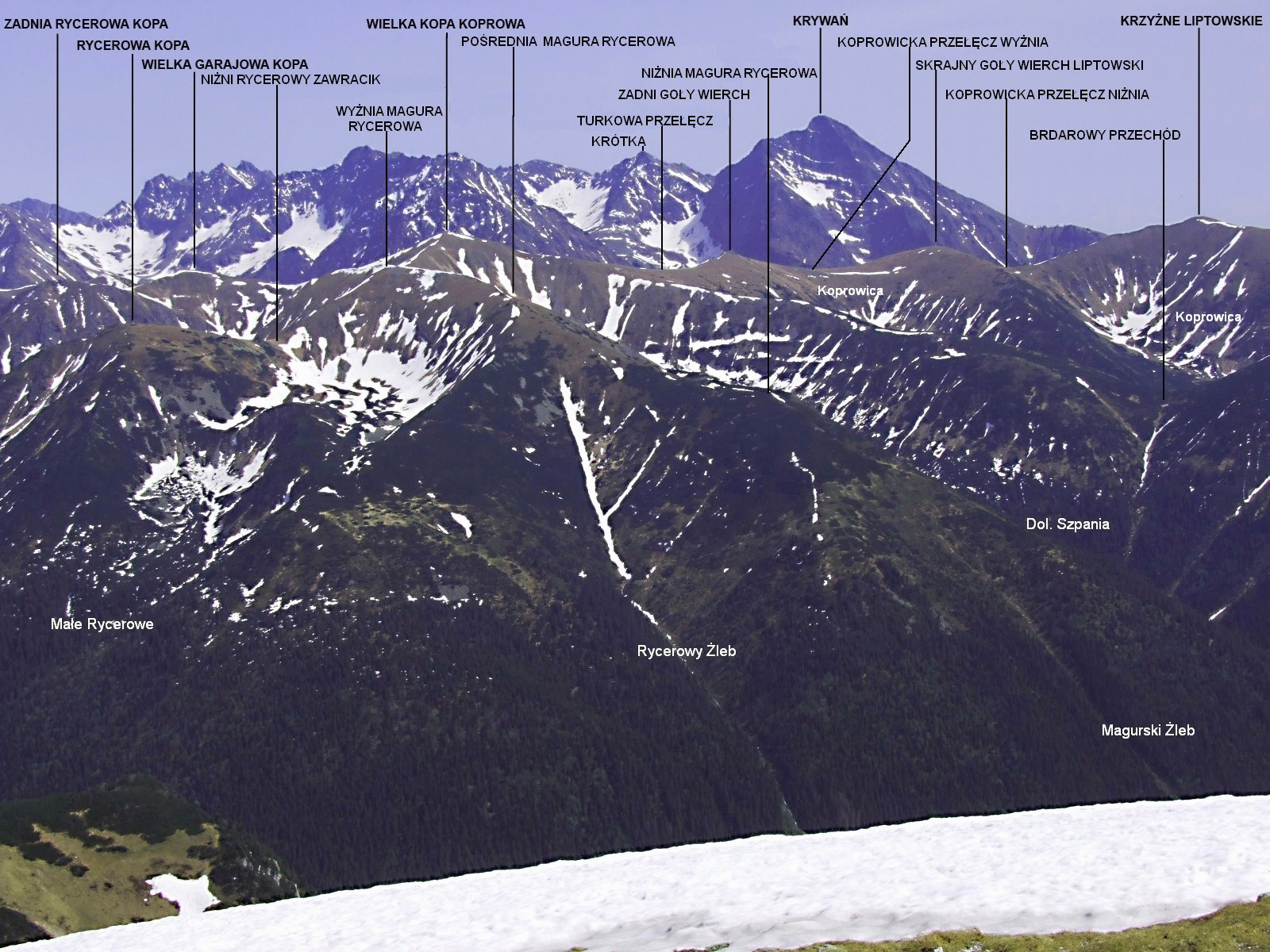
Pohled z Malolučniaku

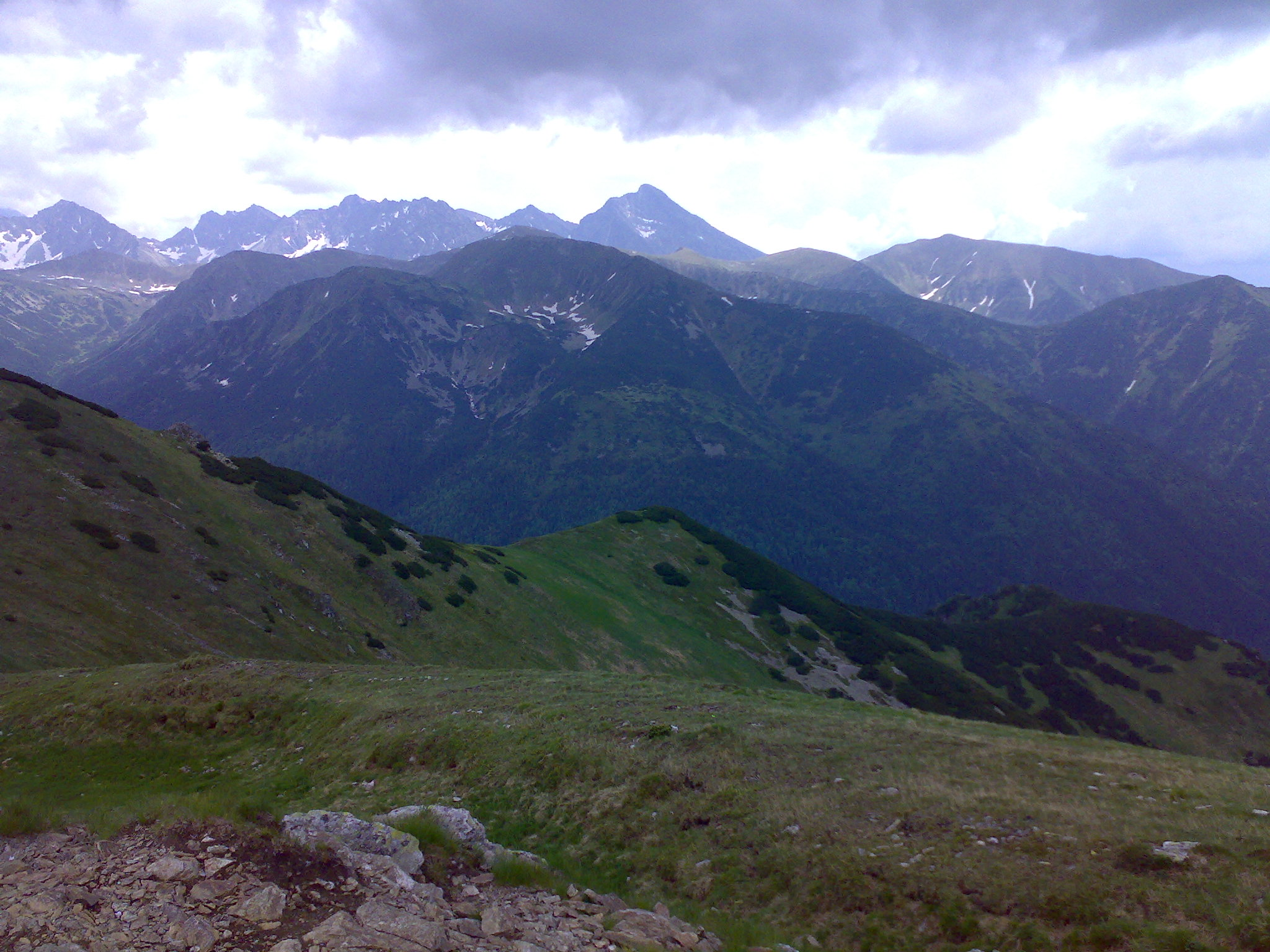
Liptovské kopy, pohled z Temniaku

Liptovské kopy (polsky Liptowskie Kopy) je skupina vrcholů (neboli geomorfologický okrsek) v Tatrách připojený k hlavnímu hřebenu Hladkým Štítem (polsky Gładki Wierch), od kterého je oddělena sedlem Závory. Nejvyšším vrcholem je Veľká kopa (2052 m n. m.). Jde většinou o oblé, zatravněné vrcholy, v dolní části zalesněné. Vzhledem připomínají nedaleké Západní Tatry, nicméně (dle polských geografů) jsou přiřazeny do Vysokých Tater díky hřebenovému systému. Někteří slovenští kartografové mají tendenci přiřadit Liptovské kopy do Západních Tater a umísťují hranici Tater do sedla Závory, i přesto, že největší autorita mezi znalci slovenských Tater - Ivan Bohuš - je stejného názoru jako Poláci.

## Topografie
Liptovské kopy oddělují Kôprovou dolinu od Tiché doliny. Boční ramena vystupující z jejich hlavního hřebene vytvářejí četná údolí:
- ze strany Kôprové doliny to jsou Kobylia dolina, Garajova dolina, Turkova dolina
- ze strany Tiché doliny to jsou Krížna dolina, Kôprovnica, Špania dolina, Licierov žľab, Predné Licierovo, Zadné Licierovo, Temná Tichá dolina

Hlavní hřeben Liptovské Kop je orientován k jihozápadu a na jih, místy počínaje sedlem Závory (hlavní vrcholy jsou vyznačeny tučně, číselné údaje jsou nadmořská výška v m n. m.):
- Závory (polsky Zawory), 1879 m,
- Tichý vrch (Cichy Wierch), 1979 m,
- Tiché sedlo (Wierchcicha Przełączka), cca 1900 m,
- Garajovy kopy
  - Zadná Garajova kopa (Zadnia Garajowa Kopa), 1947 m,
  - Nižné Garajovo sedlo (Garajowa Przełęcz Niżnia), cca 1900 m,
  - Malá Garajova kopa (Mała Garajowa Kopa), 1929 m,
  - Prostredné Garajovo sedlo (Garajowa Przełęcz Pośrednia), cca 1920
  - Veľká Garajova kopa (Wielka Garajowa Kopa), 1969 m - svorník k bočnímu hřebenu Zadná Licierova kopa,
  - Vyšné Garajovo sedlo (Vyšné Garajovo sedlo), 1916 m,
- Veľká kopa (Wielka Kopa Koprowa), 2052 m - svorník pro boční hřeben Magury
- Turkovo sedlo (Turkowa Przełęcz) 1948 m,
- Zadný Holý vrch (Zadni Goły Wierch Liptowski), 1970 m
- Vyšné kôprovické sedlo (Koprowicka Przełęcz Wyżnia), 1937 m,
- Krajný Holý vrch (Skrajny Goły Wierch Liptowski) 1984 m,
- Nižné kôprovické sedlo (Koprowicka Przełęcz Niżnia), 1908 m,
- Krížne (Krzyżne Liptowskie), 2039 m - svorník pro boční hřeben Malé Krížné,
- Všiváky (Wszywaki), 1811 m,
- Opálené (Opalone) asi 1700m.

Z hlavního hřebene Liptovské kop mezi Veľkou kopou a Turkových sedlem odbočuje ještě jeden boční hřeben - Brdárove grapy.

## Geologie a geomorfologie
Liptovské kopy se skládají z vyvřelých hornin (žula) a metamorfovaných hornin (rula) a jednotlivých vrstev krystalických sedimentárních hornin, které patří do původní vrcholových sérií. Průkopnický geologický výzkum zde prováděl polský geolog M. Jurek v roce 1929.
Několik údolí bylo vymodelováno ledovci. V masivu se nachází několik velkých žlebů, kterými v zimě padají laviny.

## Flóra
Dolní části jsou zalesněné, vyšší části jsou porostlé kosodřevinou křoviny a ještě výše je alpinská tundra. V lesích rostou borovice limba, spousta vrcholů je porostlá trávou.

## Laviny
Na Liptovských kopách, a to hlavně do Kôprové doliny, padají často velké laviny. Například lavina, která spadla v březnu 1956 z Holých vrchů do Kôprové doliny, měla objem 210 000 m3 a smetla zalesněnou plochu o velikosti cca 400 × 400 metrů. Síla proudu také srazila k zemi stromy na protějším svahu a tloušťka laviny byla 7 metrů.

## Historie
Liptovské kopy patřily k pastvinám obyvatel vesnic Liptova již v sedmnáctém století. Pásli na nich vesničané z vesnic Liptovská Kokava a Východná. Byly také místem, kde se dalo snadno potkat stáda koz, také tu často chodili lovci a pytláci, ještě po roce 1900 sem na lov medvědů chodili Poláci z obce Krościenko a Zakopaného. Během I. světové války se v Liptovských kopách ukrývali dezertéři a během druhé světové války v letech 1944-1945 tady přebýval oddíl slovenských a sovětských partyzánů. Velký požár zaviněný vozky ve dnech 30. října až 4. listopadu 1943 zničil asi 240 hektarů lesa a kosodřeviny.
Skupina Liptovských kop se v roce 1948 stala předmětem přísné ochrany. I přesto se tady nějakou dobu lovilo a byly tu i lovecké posedy.
Nejsou známa jména lidí, kteří jako první dobyli vrcholy patřící do skupiny Liptovských kop. S největší pravděpodobností k prvním patřili pastýři a pytláci. Mezi turisty byl první záznam pořízen v zimě:
- na Krížne - Karol Englisch, Károly Jordán 13. ledna 1903.
- na Veľké kopě - Józef Grabowski doprovázen pěti osobami 3. března 1912 r.[2]